# Becfilós roig
El becfilós roig (Dasyornis broadbenti) és un ocell de la família dels dasiornítids (Dasyornithidae).

## Hàbitat i distribució
Habita l'espesa vegetació baixa costanera del sud-oest d'Austràlia Occidental, sud-est d'Austràlia Meridional, cap a l'oest fins a la desembocadura del Riu Murray sud d'Adelaide i l'extrem sud-oest de Victòria.